# Sadok Kouka
Sadok Kouka, född 20 januari år 1954 i Chebba, är en tunisisk karatemästare med 8 dan över svart bälte i karate Kyokushinkai. 

## Biografi
Sedan han lämnat sin hemstad vid 17 års ålder började Kouka träna kampsport, särskilt judo, i ungdomens hus i Sfax år 1971. Han lämnade sedan Tunisien för Europa, där han först bosatte sig i Italien och sedan i Nederländerna. Därefter flyttade han till Sverige där han gifte sig, och stannade i 25 år.
Under 1970-talet var han sju gånger svensk mästare i karate Kyokushinkai och utförde mer än hundra officiella matcher.[källa behövs] År 1980 blev han Europamästare i Kyokushinkai. Han blev svensk mästare i kickboxning år 1987.
År 1986 vann Sadok Kouka guld på World Open Tournament Japan (+90 kg). Det var första gången som en icke-japan vann denna tävling. Sadok Kouka har också vunnit silver år 1984 och brons år 1985 i World Open Tournament Japan.
År 2004 deltog han i skapandet av den tunisiska Federation av Karate och kampsport. Shihan Sadok Kouka är medlem i flera karateorganisationer: han är president för för ATKAM och Arabfederationen och landsrepresentant i den den internationella karate federationen, KWF-landsrepresentanten för Tunisien.
Vid sidan av karaten är Kouka krögare. Han är president för Tunisian Federation of Touristic Restaurants (FTRT). Han har även utsetts till permanent representant för International Company Scandinavian Weeks for Tunisia and Africa, som är baserat i Sverige och är specialiserat på att anordna skandinaviska gastronomiska veckor i världen.
Sadok Kouka är vice president i människorättsorganisationen; International Association for the Defense of Human Rights and the Media (AIDDHM) som grundades 2019.